# Louis Burstein
Louis Burstein (1878 - 25 de março de 1923), mais tarde conhecido como Louis Burstin, foi um produtor cinematográfico nascido na Rússia e radicado nos Estados Unidos da América, onde se dedicou à indústria do cinema através de várias companhias cinematográficas que, ou foram criadas por ele, ou estiveram sob seus cuidados. Ao todo, Burstein foi o responsável pela produção de quase 160 filmes, entre curta-metragens e seriados.

## Biografia

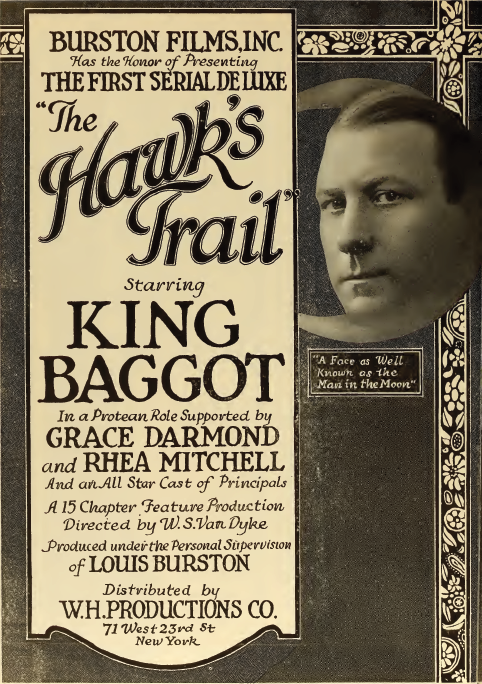
Cartaz do seriado The Hawk's Trail, produzido pela Burston Films em 1919.

Nascido na Rússia, Louis Burstein, que ficou mais conhecido no final de sua vida como Louis Burston, foi um produtor que esteve ligado a quatro companhias cinematográficas, as quais criou ou dirigiu a partir de 1915, até sua morte acidental em 23 de março de 1923.
Burstein ingressou no cinema estadunidense como escritor, e logo fundou a Wizard Film Company, a primeira das companhias em que teve participação, mas que teve existência efêmera, produzindo apeans oito filmes e que produziu os filmes de Bobby Burns e Walter Stull. Rapidamente se associou à Mark M. Dintenfass, numa tentativa de resgatar uma produtora que estava à falência, a Lubin Manufacturing Company, uma das primeiras companhias produtoras estadunidenses, fundada por Siegmund Lubin em 1902, e que foi comprada em 1915, formando a Vim Comedy Film Company.
A nova empresa então surgida, a Vim Comedy Film Company, estabelecida em Jacksonville, na Flórida, representou a maior parte da atividade de Louis Burstein durante sua carreira. Destinava-se a produzir curta-metragens de comédia burlesca sempre com os mesmos atores, Oliver Hardy e Billy Bletcher.
Em 1917, com o fim da Vim Company, Burstein mudou as suas atividades para Hollywood, juntando-se à Costa Oeste dos Estados Unidos, fundando a King-Bee Films Corporation, que passa a produzir comédias de sucesso com Billy West, um imitador do personagem The Tramp, de Charlie Chaplin. Oliver Hardy, que o seguira, passou a fazer o segundo papel-título, na série Plump and Runt. O diretor da equipe é, então, Arvid E. Gillstrom. Burstein também deu o emprego inicial para o comediante Charley Chase e é creditado como o descobridor da estrela Leatrice Joy.
No final de 1918, Burstein cria uma nova empresa de produção com capital próprio, a Burston Films Inc. sob o nome então “americanizado” para Burston. Ele se tornou, então, o produtor de Francis Ford (irmão de John Ford) e W. S. Van Dyke.
Em 23 de março de 1923, Burstein morre em um acidente de carro, colidindo com um trem perto de Pomona, e foi sepultado no Home of Peace Memorial Park. em Los Angeles.

## Filmografia

### Wizard Film Company
| - 1915 : The Tangles of Pokes and Jabs (Curta-metragem) - 1915 : Two for a Quarter (CM) - 1915 : One Busy Day (CM) - 1915 : A Quiet Game (CM) | - 1915 : Mashers and Splashers (CM) - 1915 : Juggling the Truth (CM) - 1915 : In Clover (CM) - 1915 : The Crazy Clock Maker (CM) |

### Vim Comedy Film Company
| - 1915 : The Midnight Prowlers (CM) - 1915 : A Pair of Birds (CM) - 1915 : Pressing Business (CM) - 1915 : Love, Pepper and Sweets (CM) - 1915 : Strangled Harmony (CM) - 1915 : Speed Kings (CM) - 1915 : Mixed and Fixed (CM) - 1915 : Ups and Downs (CM) - 1916 : This Way Out (CM) - 1916 : Chickens (CM) - 1916 : Frenzied Finance (CM) - 1916 : A Special Delivery (CM) - 1916 : Busted Hearts (CM) - 1916 : A Sticky Affair (CM) - 1916 : The Getaway (CM) - 1916 : Bungles' Rainy Day (CM) - 1916 : The High Sign (CM) - 1916 : One Too Many (CM) - 1916 : Pluck and Luck (CM) - 1916 : Bungles Enforces the Law (CM) - 1916 : Love and Lather (CM) - 1916 : The Serenade (CM) - 1916 : The Artist's Model (CM) - 1916 : Bungles' Elopement (CM) - 1916 : Their Wedding Day (CM) - 1916 : Nerve and Gasoline (CM) - 1916 : A Pair of Skins (CM) - 1916 : Bungles Lands a Job (CM) - 1916 : Behind the Footlights (CM) - 1916 : Their Vacation (CM) - 1916 : Anvils and Actors (CM) - 1916 : Mamma's Boys (CM) - 1916 : In the Ring (CM) - 1916 : The Battle Royal (CM) - 1916 : The Sleuths (CM) - 1916 : All for a Girl (CM) - 1916 : Hired and Fired (CM) - 1916 : What's Sauce for the Goose (CM) - 1916 : The Rivals (CM) - 1916 : The Brave Ones (CM) - 1916 : Home-Made Pies (CM) - 1916 : The Water Cure (CM) - 1916 : The Pretenders (CM) - 1916 : Thirty Days (CM) - 1916 : A Fair Exchange (CM) - 1916 : Baby Doll (CM) - 1916 : Villains and Violins (CM) - 1916 : The Schemers (CM) - 1916 : The Land Lubbers (CM) - 1916 : Sea Dogs (CM) - 1916 : A Dollar Down (CM) - 1916 : Hungry Hearts (CM) - 1916 : The Raid (CM) - 1916 : Never Again (CM) - 1916 : For Better or Worse (CM) - 1916 : Better Halves (CM) - 1916 : For Value Received (CM) - 1916 : A Day at School (CM) - 1916 : Furnished Rooms (CM) - 1916 : Spaghetti (CM) - 1916 : The Great Safe Tangle (CM) | - 1916 : Aunt Bill (CM) - 1916 : Help! Help! (CM) - 1916 : The Heroes (CM) - 1916 : What'll You Have? (CM) - 1916 : Human Hounds (CM) - 1916 : Wait a Minute (CM) - 1916 : Dreamy Knights (CM) - 1916 : Rushing Business (CM) - 1916 : Life Savers (CM) - 1916 : Comrades (CM) - 1916 : Their Honeymoon (CM) - 1916 : The Try Out (CM) - 1916 : An Aerial Joyride (CM) - 1916 : The Reward (CM) - 1916 : Sidetracked (CM) - 1916 : A Bag of Trouble (CM) - 1916 : Stranded (CM) - 1916 : Payment in Full (CM) - 1916 : The Man Hunters (CM) - 1916 : Love and Duty (CM) - 1916 : The Reformers (CM) - 1916 : Tangled Ties (CM) - 1916 : Royal Blood (CM) - 1916 : Strictly Business (CM) - 1916 : The Candy Trail (CM) - 1916 : Watch Your Watch (CM) - 1916 : The Precious Parcel (CM) - 1916 : Here and There (CM) - 1916 : Home Made Horrors (CM) - 1916 : A Maid to Order (CM) - 1916 : The Frame-Up (CM) - 1916 : Twin Flats (CM) - 1916 : In the Ranks (CM) - 1916 : A Warm Reception (CM) - 1916 : Hot Dogs (CM) - 1916 : Gay Deceivers (CM) - 1916 : Pipe Dreams (CM) - 1916 : Good and Proper (CM) - 1916 : Mother's Child (CM) - 1916 : Prize Winners (CM) - 1916 : Ambitious Ethel (CM) - 1916 : The Guilty Ones (CM) - 1916 : A Rare Boarder (CM) - 1916 : What's the Use (CM) - 1916 : He Winked and Won (CM) - 1916 : He Went and Won (CM) - 1916 : Reckless Romeos (CM) - 1916 : Fat and Fickle (CM) - 1916 : Before the Show (CM) - 1917 : Terrible Kate (CM) - 1917 : Play Ball (CM) - 1917 : His Movie Mustache (CM) - 1917 : The Boycotted Baby (CM) - 1917 : The Love Bugs (CM) - 1917 : Bad Kate (CM) - 1917 : The Pest (CM) - 1917 : The Other Girl (CM) - 1917 : Art and Paint (CM) - 1917 : A Mix Up in Hearts (CM) - 1917 : This Is Not My Room (CM) - 1917 : Wanted - A Bad Man (CM) |

### King Bee Studios
| - 1917 : Back Stage de Arvid E. Gillstrom (CM) - 1917 : The Hero de Arvid E. Gillstrom (CM) - 1917 : Dough Nuts de Arvid E. Gillstrom (CM) - 1917 : Cupid's Rival de Arvid E. Gillstrom (CM) - 1917 : The Villain de Arvid E. Gillstrom (CM) - 1917 : The Millionaire de Arvid E. Gillstrom (CM) - 1917 : The Goat de Arvid E. Gillstrom (CM) - 1917 : The Fly Cop de Arvid E. Gillstrom (CM) - 1917 : The Chief Cook de Arvid E. Gillstrom (CM) - 1917 : The Candy Kid de Arvid E. Gillstrom (CM) - 1917 : The Hobo de Arvid E. Gillstrom (CM) - 1917 : The Pest de Arvid E. Gillstrom (CM) - 1917 : The Band Master de Arvid E. Gillstrom (CM) | - 1917 : The Slave de Arvid E. Gillstrom (CM) - 1918 : The Stranger de Arvid E. Gillstrom (CM) - 1918 : Bright and Early de Charley Chase (CM) - 1918 : The Rogue de Arvid E. Gillstrom (CM) - 1918 : His Day Out de Arvid E. Gillstrom (CM) - 1918 : The Orderly de Arvid E. Gillstrom (CM) - 1918 : The Scholar de Arvid E. Gillstrom (CM) - 1918 : The Messenger de Arvid E. Gillstrom (CM) - 1918 : The Handy Man de Charley Chase (CM) - 1918 : The Straight and Narrow de Charley Chase (CM) - 1918 : Playmates de Charley Chase (CM) - 1918 : Beauties in Distress de Charley Chase (CM) |

### Burston Films Inc.
Sob o nome Louis Burston
| - 1918 : The Silent Mystery de Francis Ford (Seriado) - 1919 : Crimson Shoals de Francis Ford (Monopol Film Company) - 1919 : The Hawk's Trail de W. S. Van Dyke (Seriado) | - 1919 : The Mystery of 13 de Francis Ford (Seriado) - 1921 : The Great Reward de Francis Ford (Seriado) - 1922 : Forget Me Not de W. S. Van Dyke (CM) |